# Ardesmān
Ardesmān (persiska: اردسمان) är en ort i Iran.   Den ligger i provinsen Khorasan, i den nordöstra delen av landet, 700 km öster om huvudstaden Teheran. Ardesmān ligger 1 170 meter över havet och antalet invånare är 251.
Terrängen runt Ardesmān är platt. Runt Ardesmān är det ganska tätbefolkat, med 56 invånare per kvadratkilometer. Närmaste större samhälle är Nīshābūr, 3,3 km öster om Ardesmān. Omgivningarna runt Ardesmān är i huvudsak ett öppet busklandskap.